# Národní institut standardů a technologie
Národní institut standardů a technologie (National Institute of Standards and Technology, NIST) je laboratoř měřicích standardů při ministerstvu obchodu USA. Cílem instituce je podpora inovací a průmyslové konkurenceschopnosti USA zlepšováním vědeckých měření, standardů a technologie s ohledem na ekonomickou bezpečnost a zlepšování kvality života.
NIST má kolem 2900 zaměstnanců (vědci, inženýři, technici, administrativa), 1800 externích spolupracovníků a rozpočet kolem 850 milionů dolarů.
NIST vydává i standardy ohledně šifrování a digitálních podpisů. V tomto je však závislý na NSA.